# سد واجیرالونگکورن
سد واجیرالونگکورن (به لاتین: Vajiralongkorn Dam) یک منطقهٔ مسکونی در تایلند است که در Tha Khanun واقع شده‌است.